# Los Angeles Lakers
Los Angeles Lakers là một đội bóng rổ Mỹ chuyên nghịêp có trụ sở tại Los Angeles, California, chơi tại giải bóng rổ nhà nghề Mỹ (NBA) Lakers. Sân nhà đội bóng là Crypto.com Arena, cùng sân nhà với Sparks Los Angeles của hiệp hội bóng rổ quốc gia nữ (WNBA). Los Angeles Lakers là một trong những đội bóng thành công nhất của NBA và giành được 17 chức vô địch NBA. Tính đến năm 2015, Los Angeles Lakers là đội bóng có giá trị nhất NBA với giá trị ước tính 2,7 tỉ USD.